# Mia Martini

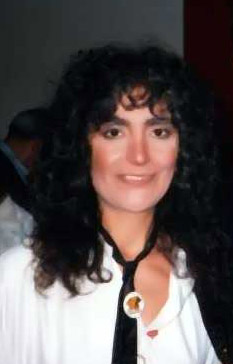
Mia Martini (1986)

Mia Martini [ˈmiːa marˈtiːni], Pseudonym von Domenica „Mimì“ Rita Adriana Bertè [doˈmeːnika … berˈtɛ] (* 20. September 1947 in Bagnara Calabra; † 12. Mai 1995 in Cardano al Campo), war eine italienische Sängerin, die auch als Songwriterin in Erscheinung trat. Die ältere Schwester von Loredana Bertè war neben Mina eine der bemerkenswertesten weiblichen Stimmen der italienischen populären Musik.
Ihre Karriere begann 1963 unter dem Namen Mimì Bertè. Nach einer kurzen Phase als Yéyé-Sängerin startete sie 1971 unter dem Pseudonym Mia Martini neu. Ihr erstes Album war Oltre la collina. Mit Erfolgshits wie Padre davvero, Piccolo uomo, Donna sola, Minuetto, Il guerriero, Inno, E stelle stan piovendo, Al mondo, Che vuoi che sia, Libera oder Per amarti, wurde sie zu einer der Protagonistinnen der 1970er-Jahre und erreichte eine große Popularität, nicht nur in Italien. Doch musste sie eine Reihe von privaten und beruflichen Rückschlägen einstecken und hatte bald einen schlechten Ruf als Unglücksbringerin, was dazu führte, dass sie Mitte der 80er ihre Karriere vorzeitig beendete. Nach einem gelungenen Comeback 1989 erhielt sie wieder mehr Zuspruch, bedeutsam war der Erfolg des Liedes Almeno tu nell’universo beim Sanremo-Festival 1989. Bis zu ihrem plötzlichen Tod gelangen der Sängerin noch mehrere musikalische Erfolge.

## Leben und Karriere

### Kindheit
Domenica Bertè wurde in Bagnara Calabra am 20. September 1947 als zweite von vier Töchtern geboren: Leda (* 1945), Loredana (* 1950), und Olivia (* 1958). Ihr Vater Giuseppe Radames Bertè (1921–2017) war ein Latein- und Griechischlehrer aus Villa San Giovanni, ihre Mutter Maria Salvina Dato (1925–2003) eine Grundschullehrerin aus Bagnara Calabra. „Mimì“ verbrachte ihre Kindheit hauptsächlich in Porto Recanati und interessierte sich früh für Musik, die sie vor allem im Radio verfolgte. Nach ersten Erfahrungen als Sängerin bei Festen und in Bars, überzeugte sie 1962 ihre Mutter, sie nach Mailand zu begleiten, wo sie einen Plattenvertrag zu erlangen hoffte.

### Debüt als Mimì Bertè
Songwriter und Produzent Carlo Alberto Rossi entdeckte die junge Mimì Bertè und entschied sich, sie als Yéyé-Mädchen zu lancieren, was der Mode der Zeit entsprach. Mit dem Lied Ombrello blu nahm sie daraufhin am Festival di Pesaro teil, zusammen mit Marisa Terzi, der Frau von Carlo Alberto Rossi. 1963 veröffentlichte Bertè erste Singles beim Label CAR Juke Box. Im Mai 1964 gewann sie das Festival di Bellaria, mit dem Lied Come puoi farlo tu, doch erst Il magone verhalf der Sängerin zu größerer Popularität und erster Medienaufmerksamkeit. Ein weiterer kleiner Erfolg war Ed ora che abbiamo litigato, das sie in der Fernsehsendung Teatro 10 vorstellte. Da Rossi auf einen größeren Erfolg hoffte, drängte er Bertè zu einem Vertrag mit dem größeren Label Durium, bei dem sie 1966 die Single Non sarà tardi / Quattro settimane veröffentlichte, die jedoch unbeachtet blieb.
Nachdem die Sängerin mit ihrer Mutter und ihren Schwestern nach Rom gezogen war, bildete sie mit ihrer Schwester Loredana und Renato Fiacchini ein Trio, mit dem sie fortan auftrat. Als Bertè 1969 in einer Diskothek auf Sardinien mit einem Joint erwischt wurde, musste sie vier Monate Gefängnis in Tempio Pausania verbüßen, eine Erfahrung, die sie ein Leben lang prägen sollte. Aufgrund dieser Verurteilung wurde die zuvor bei Esse Records aufgenommene Single Coriandoli spenti / L’argomento dell’amore nicht mehr veröffentlicht. Mit Loredana und den Cantori Moderni di Alessandroni war sie 1970 als Backgroundsängerin auf dem in Rom aufgenommenen Album Per un pugno di samba von Chico Buarque zu hören. Danach trat sie mit dem Pianisten Toto Torquati auf.

### Die 1970er-Jahre

#### Erfolg als Mia Martini
Schließlich wurde der Produzent Alberigo Crocetta, Entdecker von u. a. Patty Pravo und Mal, auf die Sängerin aufmerksam. Er wollte sie international vermarkten und entwickelte dafür das Pseudonym Mia Martini, wobei sich Mia auf Mia Farrow bezog und der Nachname auf den Wermut Martini. Dazu nahm sie einen zigeunerhaften Look an. Im Jahr 1971 erschien bei RCA Italiana die Single Padre davvero, ihre erste Veröffentlichung als Mia Martini. Der Text (von Antonello De Sanctis) behandelt einen schwierigen Vater-Tochter-Konflikt und wurde von den konservativen Medien ablehnend aufgenommen. Dennoch konnte die Sängerin durch ihre innovative Interpretation damit das Festival di Musica d’Avanguardia e Nuove Tendenze in Viareggio gewinnen. Die B-Seite Amore… amore… un corno stammte aus der Feder von Claudio Baglioni und Antonio Coggio. Baglioni schrieb für Martini in der Folge auch Gesù è mio fratello und Lacrime di marzo, beide auf dem Album Oltre la collina enthalten.
Das Debütalbum erschien 1971. Oltre la collina ist ein Konzeptalbum, das jugendliche Einsamkeit und Verzweiflung zum Thema hat und dabei Religiosität, Krankheit und Suizid miteinbezieht. Auch Lucio Battisti wurde auf Mia Martini aufmerksam und lud sie zu seiner einzigen Fernsehsendung Tutti insieme ein, während derer sie Padre davvero in einer zensierten Version präsentierte. 1971 wurde versucht, Martini bei Canzonissima mit Cosa c’è di strano ins Rennen zu schicken, und 1972 mit Credo beim Sanremo-Festival, doch beide Beiträge wurden abgelehnt.

#### VonPiccolo uomobisMinuetto(1972–1973)
Als Alberigo Crocetta die RCA verließ und zu Ricordi in Mailand wechselte, folgte Mia Martini ihm und nahm beim neuen Label als erstes Piccolo uomo auf, geschrieben von Bruno Lauzi, Michelangelo La Bionda und Dario Baldan Bembo. Eigentlich für die Band Camaleonti bestimmt, präsentierte Martini das Lied bei Pop, Beat, Western Express in London am 26. Mai 1972. Nachdem es bei Un disco per l’estate nicht angenommen wurde, trat Martini sowohl beim Cantagiro als auch bei Festivalbar an; in letzterem Wettbewerb brachte ihr das Lied ihren ersten Sieg ein. Nach diesem ersten Hit konnte Mia Martini in einer Reihe von wichtigen Fernsehsendung auftreten.
Im September nahm sie an der Mostra Internazionale di Musica Leggera in Venedig mit dem Lied Donna sola teil, das ein noch größerer Erfolg wurde. Im Oktober ließ sie das zweite Album Nel mondo, una cosa folgen, auf dem u. a. Valsinha von Vinícius de Moraes und Chico Buarque, Amanti von Maurizio Fabrizio, und das Cover Madre von John Lennon enthalten sind. Damit war Mia Martini auch in den Albumcharts erfolgreich. Im Februar 1973 nahm die Sängerin in Deutschland ihre Hits neu auf: Piccolo uomo als Auf der Welt und Donna sola als Einsam. Außerdem sollte sie beim Sanremo-Festival mit Vado via ins Rennen gehen, was sie aber im letzten Moment selbst ablehnte, woraufhin Drupi das Lied übernahm.
Im April nahm sie das Lied Minuetto von Dario Baldan Bembo auf. Nachdem sich am Text von Minuetto Maurizio Piccoli und Bruno Lauzi abgemüht hatten, schrieb Franco Califano die endgültige Fassung. Das Lied sollte ihr Aushängeschild und größter Erfolg werden. Zum zweiten Mal gewann sie damit Festivalbar, Im September nahm Mia Martini erneut an der Mostra Internazionale di Musica Leggera in Venedig teil und stellte Bolero und Il guerriero vor. Beide Lieder erschienen auf ihrem nächsten Album Il giorno dopo, das u. a. auch Ma quale amore von Antonello Venditti und Franca Evangelisti, La malattia, ein Lied über Drogensucht, und Dove il cielo va a finire von Maurizio Fabrizio enthielt.

#### Erfolge in Europa (1974–1975)
Spätestens 1974 wurde Mia Martini auch auf europäischer Ebene bekannt. Ihre Alben erschienen im Ausland und sie nahm Lieder auf Französisch, Spanisch oder Deutsch neu auf. Besonders in Frankreich erhielt sie großen Zuspruch und wurde mit Édith Piaf verglichen. In diesem Jahr erschien auch das neue Album È proprio come vivere. Zusammen mit Giorgio Conte und Dario Baldan Bembo schrieb sie darauf auch das Lied Agapimu, mit griechischem Text. Die zwei Singles aus dem Album waren Inno und … E stelle stan piovendo.
Als Gast nahm Mia Martini erneut an Festivalbar teil und später im Jahr auch wieder bei der Mostra Internazionale di Musica Leggera in Venedig. 1975 erhielt die Sängerin auch ihr erstes eigenes Fernsehspecial Mia, an dem unter anderem Lino Capolicchio und Gabriella Ferri teilnahmen. Außerdem erschien die neue Single Al mondo. Zusammen mit Aldo Giuffrè und Peppino Gagliardi präsentierte sie im Dezember 1974 die Radiosendung Ciao domenica. Auf Palma de Mallorca wurde Mia Martini für Nevicate, aus dem Album Sensi e controsensi, der Preis der europäischen Kritik verliehen. Im Sommer 1975 nahm Martini wieder an Festivalbar teil, mit dem Lied Donna con te. Bei der Abstimmung Vota la voce von TV Sorrisi e Canzoni kürten die Leser sie zur besten Sängerin des Jahres und im Herbst nahm sie an der Fernsehsendung Compagnia stabile della canzone mit Gino Paoli, Gigliola Cinquetti, Riccardo Cocciante und Gianni Nazzaro teil.

#### Bruch mit Ricordi und Rückkehr zu RCA (1975/76)
Durch den Erfolg Mia Martinis band ihre Plattenfirma Ricordi sie nun exklusiv an sich, wodurch die Sängerin auf keine von Ricordi unabhängigen Songwriter mehr zurückgreifen konnte und sich somit in ihrer Kreativität stark eingeschränkt sah. Doch da sie vertraglich dazu verpflichtet war, musste sie ihre nächste LP notgedrungen mit diesen Einschränkungen aufnehmen. Der Titel des Albums war Un altro giorno con me und Mia Martini hatte nur eine sehr knappe Auswahlmöglichkeit an Liedern. Auf das Album schafften es etwa Questi miei pensieri, Milho verde oder Veni sonne di la muntagnella. Für 1976 war wieder Martinis Teilnahme am Sanremo-Festival vorgesehen, mit dem Lied L’amore è il mio orizzonte; doch erneut zog sie sich im letzten Moment zurück. Das Lied erschien im März als Single und war zusammen mit der Kompilation Mia die letzte Veröffentlichung der Sängerin bei Ricordi.
Als RCA der Sängerin einen neuen Vertrag mit freier Wahl des Repertoires anbot, trat sie vorzeitig vom Plattenvertrag mit Ricordi zurück und wechselte das Label. Innerhalb der RCA war Mia Martini dem Sublabel Come Il Vento zugeteilt. Am neuen Album Che vuoi che sia… se t’ho aspettato tanto waren etwa Amedeo Minghi (Ma sono solo giorni) und Mango (Se mi sfiori) als Songwriter beteiligt, vier Lieder stammten vom Gitarristen Memmo Foresi (Noi due, Fiore di melograno, In paradiso, Una come lei). Der Titelsong wurde erneut von Dario Baldan Bembo geschrieben und auch als Single mit der B-Seite Io donna, io persona veröffentlicht. Außerdem enthielt das Album Preghiera, das von Stefano Rosso und Luis Bacalov geschrieben wurde.
Die Rai strahlte eine Sondersendung zum Album im Fernsehen sowie ein Konzert im Radio aus. Im Sommer hatte Mia Martini eine Reihe von Auftritten etwa in Viareggio oder in Monte-Carlo. Das Album wurde auch außerhalb Italiens vermarktet. Mit Che vuoi che sia… se t’ho aspettato tanto nahm sie außerdem ein weiteres Mal an Festivalbar und an der Mostra Internazionale di Musica Leggera in Venedig teil. Ende des Jahres trat sie auch in einer französischen Fernsehsendung auf. Doch Ricordi, ihr vormaliges Plattenlabel, leitete wegen Vertragsbruchs ein Verfahren gegen sie ein. Infolge des Urteils musste die aktuelle LP vom Markt genommen werden, außerdem wurden alle ihre Einnahmen beschlagnahmt und sie musste fast 90 Millionen Lire Strafe zahlen.

#### Erfolge imOlympiaund die Begegnung mit Fossati (1977/78)
In Frankreich wurde Mia Martini von Charles Aznavour entdeckt, der einige Auftritte mit ihr an seiner Seite absolvierte. Für den Eurovision Song Contest 1977 wurde die Sängerin sodann ausgewählt, Italien mit dem Lied Libera zu vertreten. Trotz des enttäuschenden 13. Platzes verkaufte sich die Single in mehreren Ländern. In diesem Jahr nahm sie auch Per amarti auf, geschrieben von Bruno Lauzi und Maurizio Fabrizio, und veröffentlichte das gleichnamige Album. Auf diesem arbeitete sie erstmals mit dem Musiker Ivano Fossati zusammen (er sang die Backing Vocals, sang in Un uomo per me ein Duett mit Martini, schrieb das Lied Sentimento und den italienischen Text von Se finisse qui, eine Coverversion von Give a little bit von Supertramp), mit dem sie eine langwährende (nicht nur künstlerische) Beziehung einging.
Auch auf dem Album enthalten war Ritratto di donna (von Carla Vistarini, Massimo Cantini und Luigi Lopez), mit dem die Sängerin am World Popular Song Festival in Tokio teilnahm und gewann. Am 10. Januar 1978 debütierte sie mit Aznavour mit großem Erfolg im Olympia-Theater in Paris. Dort verlängerte sie das Engagement jedoch nicht, um anschließend in der Royal Albert Hall in London aufzutreten. Mittlerweile fühlte Mia Martini sich auch bei RCA nicht mehr wohl und beschuldigte das Label, ihre Veröffentlichungen zu boykottieren und nicht ausreichend zu vermarkten. So wechselte sie zu Warner Bros. Records, die auch ihre Schulden aufgrund des neuerlichen Vertragsbruchs beglichen. Sogleich nahm die Sängerin als nächste Single Vola (von Ivano Fossati) auf, die jedoch aufgrund des ungünstigen Veröffentlichungszeitpunkts nicht den erhofften Erfolg brachte.
Zusammen mit Fossati, der alle Lieder schrieb und produzierte, brachte sie Ende 1978 das Album Danza heraus, das als eines ihrer besten gilt. Aus dieser LP schafften es besonders Canto alla luna und La costruzione di un amore ins Repertoire der Sängerin, ebenso der Titelsong Danza, der 1979 als Single erschien. Schon bald geriet ihre Beziehung zu Fossati jedoch in eine Krise, womit ihr die ersehnte Zusammenarbeit mit Pino Daniele für das nächste Album entging.

### Die 1980er-Jahre

#### Vom Singen zum Songwriting
Nach zwei komplizierten Operationen an den Stimmbändern begann Mia Martini 1981, ihre Lieder selbst zu schreiben. Für das Label DDD von Roberto Galanti nahm sie das Album Mimì auf, das zehn Lieder enthielt, die fast vollständig von ihr selbst stammten. Darunter waren Parlate di me, Sono tornata und Del mio amore, als Singles erschienen E ancora canto und Ti regalo un sorriso; mit letzterem nahm sie auch an Festivalbar teil. Das Album verkaufte sich trotz der inzwischen leicht feindseligen Haltung der Medien gegenüber der Sängerin zufriedenstellend.
1982 nahm Martini erstmals am Sanremo-Festival teil, wo sie mit E non finisce mica il cielo wieder ein Lied von Fossati präsentierte. Die Journalisten verliehen ihr dafür den Kritikerpreis, der gerade in diesem Jahr eingeführt wurde und ab 1996 nach ihr benannt wurde. In diesem Jahr schrieb sie auch den Text zu Quante volte, mit Musik von Shel Shapiro, der auch die folgende LP Quante volte… ho contato le stelle produzierte. Die Sängerin widmete das Album ihrem Vater. Weitere eigene Lieder darauf waren Stelle, Bambolina und Vecchio sole di pietra (mit Musik von Fossati). Andere beteiligte Songwriter waren Gianni Bella (Nuova gente mit Text von Mogol), Mimmo Cavallo, Riccardo Cocciante und Maurizio Piccoli, der Solo noi, die B-Seite von Quante volte, schrieb.

#### Der Rückzug
Ende 1983 beschloss die Sängerin, sich aus der Öffentlichkeit zurückzuziehen, da die Negativpresse im Lauf der Jahre überhandgenommen hatte und man ihr in der Musikbranche regelrecht nachsagte, Unglück zu bringen. Im Theater Ciak in Mailand gab die Sängerin in diesem Jahr noch zwei Konzerte, während derer sie das Livealbum Miei compagni di viaggio aufnahm, auf dem sie Lieder von ihr besonders wichtigen Musikern neu interpretierte, darunter John Lennon, Kate Bush, Randy Newman, Vinícius de Moraes, Fabrizio De André, Francesco De Gregori und Luigi Tenco. In Big Yellow Taxi von Joni Mitchell steuerten Loredana Bertè, Aida Cooper, Cristiano De André und Ivano Fossati die Backing Vocals bei. Konzertabschluss bildete Ed ora dico sul serio von Chico Buarque.
1984 versuchte DDD, Mia Martinis Karriere durch eine Teilnahme am Sanremo-Festival 1985 mit Spaccami il cuore von Paolo Conte auf die Sprünge zu helfen, der Beitrag wurde jedoch nicht zugelassen, ein weiteres Zeichen für die Ablehnung durch die Medien. Mit der Veröffentlichung des Liedes als Single endete der Vertrag mit DDD; die B-Seite bildete Lucy, das wieder von Martini selbst stammte und durch besonderen Symbolismus im Text geprägt ist. Durch die Zurückweisung durch die Öffentlichkeit und das Ende der Beziehung zu Fossati zog die Sängerin sich schließlich aufs Land zurück, trat aber aufgrund von Geldnot weiterhin in kleinerem Rahmen auf.

#### Das Comeback
Im Jahr 1989 konnte der Musiker Gianni Sanjust, mit dem sie schon zu Beginn ihrer Karriere zu tun gehabt hatte, sie überzeugen, wieder auf die Bühne zurückzukehren. Das Comeback wurde beim Label Fonit Cetra vorbereitet, unter der Leitung von Lucio Salvini, der mit Martini ebenfalls schon zu Ricordi-Zeiten gearbeitet hatte. Sanjust grub ein unveröffentlicht gebliebenes Lied von Bruno Lauzi und Maurizio Fabrizio aus dem Jahr 1972 wieder aus: Almeno tu nell’universo. Mit diesem Lied konnte die Sängerin am Sanremo-Festival 1989 teilnehmen. Es war ein großer Erfolg und brachte ihr zum zweiten Mal den Kritikerpreis ein.
Durch den Sanremo-Erfolg ging sie wieder auf Tournee und veröffentlichte die neue LP Martini Mia…. Darauf waren die Titel Notturno oder Donna enthalten, letzterer stammte vom Cantautore Enzo Gragnaniello. Mit Donna ging Martini auch ein weiteres Mal bei Festivalbar ins Rennen, außerdem gewann sie im Herbst die Targa Tenco als beste Interpretin des Jahres.

### Die 1990er-Jahre

#### Sanremo-Erfolge, ESC, Zusammenarbeit mit Roberto Murolo und Verhältnis zu Loredana Bertè
Schon 1990 konnte die Sängerin in Sanremo den Erfolg des Vorjahres mit La nevicata del ’56 wiederholen und zum dritten Mal den Kritikerpreis gewinnen. Das Lied fand Eingang ins Album La mia razza, ebenso wie Un altro Atlantico, Danza pagana, Chica chica bum (Carmen Miranda), Io e la musica (Amedeo Minghi), Domani più su (Enrico Ruggeri und Dodi Battaglia). Drei weitere Lieder steuerte Enzo Gragnaniello bei.
Mit Mi basta solo che sia un amore erschien 1991 eine Kompilation, einziges neues Lied war Scrupoli, das die Titelmelodie der gleichnamigen Fernsehsendung bildete. Immer noch in diesem Jahr gab sie eine Reihe von Konzerten, in denen sie eigene und andere Lieder in einer Jazz-Version interpretierte (Vola, Pensieri e parole von Lucio Battisti, Gente distratta von Pino Daniele und viele weitere im Arrangement von Maurizio Giammarco). Daraus ging auch ein limitiertes Livealbum hervor. Zusammen mit Roberto Murolo veröffentlichte Martini Ende des Jahres das Duett Cu’mme (wieder von Gragnaniello).
Beim Sanremo-Festival 1992 ging sie mit Gli uomini non cambiano von Giancarlo Bigazzi und Beppe Dati ins Rennen. Sie erreichte nach Luca Barbarossa den zweiten Platz. Im Anschluss erschien das Album Lacrime, an dem etwa Biagio Antonacci (Il fiume dei profumi), Mimmo Cavallo (Dio c’è, Il mio Oriente), Enzo Gragnaniello (Scenne l’argento) und Maurizio Piccoli (Uomini farfalla) beteiligt waren. Zum zweiten Mal erhielt sie in diesem Jahr auch die Gelegenheit, Italien beim Eurovision Song Contest in Schweden zu vertreten. Ihr Beitrag Rapsodia erreichte den vierten Platz und ging der Kompilation Rapsodia – Il meglio di Mia Martini (mittlerweile beim Label Polygram) voraus. Als Schwägerin des schwedischen Tennisspielers Björn Borg (den Loredana Bertè 1989 geheiratet hatte) stand Mia Martini beim ESC besonders im Rampenlicht und erhielt auch viel Zuspruch durch das schwedische Publikum.
Nach einer langen Phase der Entfremdung näherten sich die Bertè-Schwester zu dieser Zeit auch wieder an und 1993 – Loredana hatte die Beziehung mit Borg mittlerweile wieder beendet – traten sie gemeinsam mit dem Lied Stiamo come stiamo beim Sanremo-Festival an. Trotz hoher Erwartungen und guter Beurteilungen des Beitrags konnte der Auftritt die Jurys nicht überzeugen. Mit Enzo Gragnaniello und Roberto Murolo nahm Martini außerdem Vieneme auf, das jedoch aufgrund mangelnder Vermarktung und Spannungen zwischen der Sängerin und Murolo kein großer Erfolg wurde.

#### Unstimmigkeiten mit Polygram, das AlbumLa musica che mi gira intornound zukünftige Projekte
Auf Druck von Polygram bewarb Martini sich mit E la vita racconta fürs Sanremo-Festival 1994, wurde jedoch abgelehnt; die Sängerin selbst war vom Lied auch nicht überzeugt. Aus Solidarität mit ihr bot Claudia Mori an, sich aus dem Wettbewerb zugunsten der Kollegin zurückzuziehen, was jedoch nicht möglich war; auch hätte Martini dies nicht akzeptiert. 1994 wechselte die Sängerin erneut die Plattenfirma. Bei RTI Music veröffentlichte sie dann La musica che mi gira intorno, was wieder zu rechtlichen Streitigkeiten mit Polygram führte. Das Album enthielt eine Reihe von Coverversionen von Fabrizio De André (Hotel Supramonte, Fiume Sand Creek), Francesco De Gregori (Mimì sarà), Zucchero (Diamante), Vasco Rossi (Dillo alla luna), Lucio Dalla (Stella di mare), Eugenio und Edoardo Bennato (Tutto sbagliato baby) sowie Ivano Fossati (La canzone popolare, I treni a vapore, La musica che gira intorno). Mit Viva l’amore von Mimmo Cavallo war auch ein neues Lied enthalten.
La musica che mi gira intorno sollte Martinis letztes Album werden. Sie plante weitere Coveralben, etwa mit traditioneller neapolitanischer Musik, mit Liedern von Pino Daniele, Tom Waits oder Billie Holiday. Im März 1995 kündigte Mia Martini ihrem Fanclub Chez Mimì an, ein thematisch dem Mond gewidmetes Album mit dem Titel Canto alla luna zu veröffentlichen. Die geplante Tracklist enthielt Canto alla luna, Dillo alla luna, Verde luna, Luna rossa, Blue moon, Luna bianca und die beiden neuen Lieder Alla luna (Franco Fasano) und Luna sciamanna (Mimmo Cavallo). Für 1996 war eine Zusammenarbeit mit Mina geplant, für die Martini große Bewunderung empfand.

### Der plötzliche Tod
Als Mia Martini Anfang 1995 eine neue Tournee zusammen mit Mimmo Cavallo ankündigte, litt sie schon längere Zeit an einem Fibrom an der Gebärmutter. Aus diesem Grund nahm sie Antikoagulanzien ein. Während der ersten Konzerte war die Sängerin zweimal im Krankenhaus, in Acireale bzw. Bari, da sie große Schmerzen im Magen und linken Arm verspürte. Nur wenige Tage später, am 14. Mai 1995, fand man ihren leblosen Körper in ihrer Wohnung in Cardano al Campo, wohin sie erst kürzlich gezogen war, um ihrem Vater näher sein zu können, mit dem sie sich versöhnt hatte.
Die Staatsanwaltschaft von Busto Arsizio ermittelte und autorisierte eine Obduktion. Diese ergab Tod durch Herzstillstand aufgrund von Überdosis, genauer Kokain. Die Beerdigung fand am 15. Mai in Busto Arsizio statt und zog unzählige Fans an. Mia Martini wurde eingeäschert. Im Mai 2009 deutete ihre Schwester Loredana Bertè in einem Interview mit Musica leggera eine Mitschuld ihres Vaters an, bei Top Secret am 10. Juni 2010 beschuldigte sie ihn, in ihrer Kindheit gewalttätig gegen Mutter und Töchter gewesen zu sein, und gab an, dass die Leiche ihrer Schwester von Striemen übersät gewesen sei.

## Nachwirkung
Ab 1996 bekam der Kritikerpreis des Sanremo-Festivals, den sie dreimal erhalten hatte, den Namen Premio della Critica “Mia Martini”. In den folgenden Jahren kamen unzählige Kompilationen mit Liedern von Mia Martini auf den Markt. Ihre Schwester Loredana Bertè widmete ihr mehrere Lieder, darunter Luna (bei Sanremo 1997), Zona Venerdì und Mufida. Außerdem sang sie bei Auftritten häufig Lieder aus Martinis Repertoire, etwa Minuetto, Donna, Cu’mmè und besonders Almeno tu nell’universo. Renato Zero widmete der Sängerin 1998 das Lied La grande assente, enthalten auf seinem Album Amore dopo amore. Auch Enrico Ruggeri und Negramaro taten es ihm gleich, mit Fango e stelle (1996) bzw. Scusa Mimì (2010).
Des Weiteren wurden nach Mia Martini benannt:
- Amphitheater in Castiglione Cosentino
- Platz in Soveria Simeri
- Denkmal in Bagnara Calabra
- Park in Rom
- Straßen in Rom, Biella, Calenzano, Cagliari, Bagnara Calabra
- eine 2009 neu gebaute Straße im Ortsteil Bazzano (L’Aquila)
- Belvedere in Messina
- Sitzungsraum in Neapel
- Garten in Ravenna

Tribut bei Auftritten zollten ihr außerdem: Franco Califano, Rossana Casale, Mimmo Cavallo, Adriano Celentano, Aida Cooper, Elisa, Fiordaliso, Rita Forte, Giorgia, Enzo Gragnaniello, Bruno Lauzi, Marco Masini, Mietta, Mina, Mariella Nava, Donatella Rettore, Ornella Vanoni, Antonello Venditti und Iva Zanicchi.
Im Jahr 2003 erreichte Elisa mit ihrer Coverversion von Almeno tu nell’universo die Spitze der italienischen Singlecharts. 2006 brachte Gilda Giuliani das zweistündige Event Canto Mimì auf die Bühne, in dem sie chronologisch die musikalische Karriere von Mia Martini präsentierte. 2015 veröffentlichte Salvatore Coccoluto das Buch Mia Martini. Almeno tu nell’universo, das Interviews mit Leda Bertè, Enzo Gragnaniello, Mimmo Cavallo, Adriano Aragozzini und Gianni Sanjust enthielt.

### Im Fernsehen
Am 18. Mai 1995 widmete die Sendung Temporeale von Michele Santoro auf Rai 3 der gerade verstorbenen Sängerin eine Ausgabe: Daran nahm auch die damals noch unbekannte Carmen Consoli teil. Am 20. Juli strahlte Rai 2 das Event Mille voci per una voce aus, ein gemeinschaftlicher musikalischer Tribut von Sängern wie Pierangelo Bertoli, Bruno Lauzi, Peppino di Capri, Mariella Nava, Rosa Martirano oder Mimmo Cavallo, organisiert durch die Gemeinde Lamezia Terme und durch Ruggero Pegna und moderiert von Andrea Giordana und Myriam Fecchi vor 50.000 Personen. Paolo Limiti moderierte 1996 auf Rai 3 Ciao Mimì, mit Studiogästen wie Dori Ghezzi, Enzo Gragnaniello, Alba Calia, Luciano Tallarini und Liveschaltung mit Loredana Bertè und Marisa Laurito. Rete 4 sendete über die folgenden Jahre eine Vielzahl von Archivaufnahmen der Sängerin.
Giovanni Anversa widmete Mia Martini eine Ausgabe seiner Sendung Racconti di vita, mit Gästen wie Olivia Bertè, Aida Cooper, Bruno Lauzi, Dario Baldan Bembo, Pippo Baudo und Menico Caroli. 2005 wurden mehrere Sondersendungen zu ihrem zehnten Todestag ausgestrahlt: Vincenzo Mollica präsentierte in einem TG1-Special Archivaufnahmen und Interviews mit Loredana Bertè und Renato Zero, in La storia siamo noi von Giovanni Minoli wurde das Leben der Sängerin dokumentiert, Rai 2 brachte ein TG2-Dossier über su Mia Martini, Gabriella Ferri und Dalida unter dem Titel Voci spezzate und widmete Martini zwei Ausgaben der Sendung Successi von Stefania La Fauci, in der etwa Mietta, Lucio Salvini oder Menico Caroli zur Sprache kamen, und der Geschichtssender Rai Storia strahlte am 10. Oktober ein Dossier über Mia Martini aus.
Während des Sanremo-Festivals 2010 sangen Fiorella Mannoia und Elisa zusammen Almeno tu nell’universo. Am 26. Oktober 2012 coverte Mietta in Carlo Contis Tale e Quale Show auf Rai 1 ebenfalls Almeno tu nell’universo, das Lied, das ursprünglich für sie vorgesehen gewesen war. Am 22. Dezember 2012 brachte Rai 1 die Sondersendung Per sempre Mia, an der unter anderem Loredana Bertè, Mietta, Marco Masini, Enzo Gragnaniello, Gigi D’Alessio und Anna Tatangelo teilnahmen. Am 1. November 2013 coverte Fiordaliso sie während der Tale e Quale Show mit Gli uomini non cambiano. Am 5. Juni 2015 sangen während des Finales der 14. Ausgabe von Amici di Maria De Filippi Loredana Bertè, Emma, Elisa, Francesco Renga und die Finalisten Almeno tu nell’universo.

## Fanclub und Stiftung
Chez Mimì ist der Mia-Martini-Fanclub, der 1989 gegründet und im Folgejahr von der Sängerin selbst autorisiert wurde. Der kulturelle Verein setzte und setzt sich für die Verbreitung des Werks der Sängerin ein. Mit Mia Martini – La regina senza trono veröffentlichte der Gründer Pippo Augliera zum zehnten Todestag der Sängerin auch ein Buch. Diesem folgte 2011 Mia Martini – La voce dentro.
2012 entstand auf Anregung von Loredana Bertè außerdem die gemeinnützige Stiftung Fondazione Mia Martini Onlus, die ebenfalls das Werk der Sängerin verbreiten und kulturelle Initiativen fördern soll.

## Diskografie

### Alben
| Jahr | Titel Musiklabel, Katalog-Nr.                                        | Höchstplatzierung, Gesamtwochen, AuszeichnungChartsChartplatzierungen (Jahr, Titel, Musiklabel, Katalog-Nr., Platzierungen, Wochen, Auszeichnungen, Anmerkungen) | Anmerkungen |
| Jahr | Titel Musiklabel, Katalog-Nr.                                        | IT | Anmerkungen |
| ---- | -------------------------------------------------------------------- | --- | ----------- |
| 1972 | Nel mondo, una cosa Ricordi, SMRL 6101                               | IT5 (12 Wo.)IT |             |
| 1973 | Il giorno dopo Ricordi, SMRL 6114                                    | IT5 (25 Wo.)IT |             |
| 1974 | È proprio come vivere Ricordi, SMRL 6126                             | IT6 (16 Wo.)IT |             |
| 1975 | Sensi e controsensi Ricordi, SMRL 6154                               | IT22 (2 Wo.)IT |             |
| 1975 | Un altro giorno con me Ricordi, SMRL 6174                            | IT12 (7 Wo.)IT |             |
| 1976 | Che vuoi che sia… se t’ho aspettato tanto Come Il Vento, ZSCVE 55745 | IT17 (7 Wo.)IT |             |
| 1981 | Mimì DDD, ZPLDR 34139                                                | IT20 (10 Wo.)IT |             |
| 1989 | Martini Mia… Fonit Cetra, TLPX 219                                   | IT12 (13 Wo.)IT |             |
| 1990 | La mia razza Fonit Cetra, TLPX 248                                   | IT16 (6 Wo.)IT |             |
| 1992 | Lacrime Fonit Cetra, TLPX 306                                        | IT8 (6 Wo.)IT |             |

Weitere Studioalben
- 1971 – Oltre la collina (RCA Italiana, PSL 10516)
- 1977 – Per amarti (Come il Vento, ZPLC 34026)
- 1978 – Danza (WEA, T 56610)
- 1982 – Quante volte… ho contato le stelle (DDD, 25108)
- 1983 – Miei compagni di viaggio (DDD, 25613)
- 1991 – Mia Martini in concerto (Fonit Cetra, TLPX 294)
- 1994 – La musica che mi gira intorno (RTI, 1070-2)

### Kompilationen (Auswahl)
| Jahr | Titel                        | Höchstplatzierung, Gesamtwochen, AuszeichnungChartsChartplatzierungen (Jahr, Titel, Platzierungen, Wochen, Auszeichnungen, Anmerkungen) | Anmerkungen                            |
| Jahr | Titel                        | IT | Anmerkungen                            |
| ---- | ---------------------------- | --- | -------------------------------------- |
| 1996 | 1996                         | IT6 (13 Wo.)IT |                                        |
| 1998 | Semplicemente Mimì           | IT21 (2 Wo.)IT |                                        |
| 2000 | Mimì sarà                    | IT41 (4 Wo.)IT |                                        |
| 2003 | Una donna, una storia        | IT45 (9 Wo.)IT |                                        |
| 2003 | Canzoni segrete              | IT15 (6 Wo.)IT |                                        |
| 2004 | E parlo ancora di te         | IT21 (10 Wo.)IT |                                        |
| 2004 | Mimì, il mio mondo           | IT80 (2 Wo.)IT |                                        |
| 2005 | La neve, il cielo, l’immenso | IT22 Gold · (18 Wo.)IT | Verkäufe: + 25.000                     |
| 2006 | I colori del mio universo    | IT59 (1 Wo.)IT |                                        |
| 2006 | L’universo di Mia Martini    | IT89 (1 Wo.)IT |                                        |
| 2009 | Il meglio di Mia Martini     | IT46 Gold · (13 Wo.)IT | Verkäufe: + 30.000                     |
| 2010 | Domani                       | IT86 (1 Wo.)IT |                                        |
| 2014 | Straniera                    | IT93 (1 Wo.)IT | Erstveröffentlichung: 7. Oktober 2014  |
| 2019 | Io sono la mia musica        | IT27 (2 Wo.)IT | Erstveröffentlichung: 22. Februar 2019 |

### Singles
| Jahr | Titel Album                          | Höchstplatzierung, Gesamtwochen, AuszeichnungChartsChartplatzierungen (Jahr, Titel, Album, Platzierungen, Wochen, Auszeichnungen, Anmerkungen) | Anmerkungen                                                                                              |
| Jahr | Titel Album                          | IT | Anmerkungen                                                                                              |
| ---- | ------------------------------------ | --- | --- |
| 1972 | Piccolo uomo Nel mondo, una cosa     | IT4 Gold · (21 Wo.)IT | Ricordi SRL 10.669 B-Seite: Madre                                                                        |
| 1972 | Donna sola Nel mondo, una cosa       | IT2 (18 Wo.)IT | Ricordi SRL 10.681 B-Seite: Questo amore vero 2010 Platz 70 in den FIMI-Charts (1 Wo.)                   |
| 1973 | Minuetto Il giorno dopo              | IT2 ×2Doppelplatin · (29 Wo.)IT | Ricordi SRL 10.694 B-Seite: Tu sei così 2008 Platz 39 in den FIMI-Charts (1 Wo.) Verkäufe: + 200.000     |
| 1974 | Inno È proprio come vivere           | IT10 (15 Wo.)IT | Ricordi SRL 10.730 B-Seite: …e stelle stan piovendo                                                      |
| 1975 | Al mondo Sensi e controsensi         | IT18 (15 Wo.)IT | Ricordi SRL 10.747 B-Seite: Principessa di turno                                                         |
| 1975 | Donna con te –                       | IT24 (1 Wo.)IT | Ricordi SRL 10.763 B-Seite: Tutti uguali                                                                 |
| 1981 | Ti regalo un sorriso Mimì            | IT17 (12 Wo.)IT | DDD ZBDR 7208 B-Seite: Ancora grande                                                                     |
| 1989 | Almeno tu nell’universo Martini Mia… | IT6 Platin (2021) · (17 Wo.)IT | Fonit Cetra SP 1871 B-Seite: Spegni la testa 2008 Platz 47 in den FIMI-Charts (7 Wo.) Verkäufe: + 70.000 |
| 1990 | La nevicata del ’56 La mia razza     | IT13 (9 Wo.)IT | Fonit Cetra SP 1886 B-Seite: Danza pagana                                                                |
| 1992 | Gli uomini non cambiano Lacrime      | IT12 Gold · (1 Wo.)IT | Fonit Cetra JB 827 A Verkäufe: + 25.000                                                                  |

Weitere Singles
- 1971 – Padre davvero… / Amore… amore… un corno! (RCA Italiana PM 3589)
- 1971 – Gesù è mio fratello / Lacrime di marzo (RCA Italiana PM 3622)
- 1972 – Credo / Ossessioni (RCA Italiana PM 3670)
- 1973 – Il guerriero / Bolero (Ricordi SRL 10.699)
- 1976 – L’amore è il mio orizzonte / Sabato (Ricordi SRL 10.797)
- 1976 – Che vuoi che sia… se t’ho aspettato tanto / Io donna, io persona (Come Il Vento ZCVE 50425)
- 1977 – Libera / Sognare è vita (Come Il Vento ZBC 7005)
- 1977 – Per amarti / Se finisse qui (Come Il Vento ZBC 7035)
- 1978 – Vola / Dimmi (WEA T 17207)
- 1979 – Danza / Canto alla luna (WEA T 17325)
- 1981 – E ancora canto / Stai con me (DDD ZBDR 7236)
- 1982 – E non finisce mica il cielo / Voglio te (DDD ZBDR 7250)
- 1982 – Quante volte / Solo noi (DDD A 2819)
- 1982 – Bambolina / Guarirò guarirò (DDD A 3486)
- 1985 – Spaccami il cuore / Lucy (DDD A 6030)
- 1993 – Stiamo come stiamo / Dormitorio pubblico (mit Loredana Bertè; Columbia COL 659007 1)
- 1993 – Cu’ mme (mit Roberto Murolo) (CGD YD 770, IT: Gold (2021) [41])
- 1993 – Vieneme
- 1994 – Viva l’amore

## Belege
1. ↑  Dario Salvatori: Dizionario delle canzoni italiane. Elleu Multimedia, Rom 2001, ISBN 88-88169-01-6, S. 31, 226.
2. 1 2 3 4 5  Mia Martini – Storia di una voce. In: La storia siamo noi. Radiotelevisione Italiana, archiviert vom Original (nicht mehr online verfügbar) am 22. Juni 2013; abgerufen am 20. November 2016 (italienisch).
3. 1 2  Maurizio Seymandi: Vota la voce, i lettori hanno scelto i più popolari dell’anno. In: TV Sorrisi e Canzoni. Nr. 38, September 1975, S. 15 (PDF (Memento vom 21. Dezember 2008 im Internet Archive) [abgerufen am 20. November 2016]).
4. ↑  Paolo Cucco: Mia Martini. Libera felice e sconfitta. In: TV Sorrisi e Canzoni. Nr. 22, 1977, S. 70–73 (sorrisi.com (Memento vom 21. Dezember 2008 im Internet Archive) [PDF; abgerufen am 20. November 2016]).
5. 1 2  Armando Torno: La forza dell’inesistente. In: Corriere della Sera. 8. Oktober 2003, S. 39 (corriere.it (Memento vom 12. Februar 2013 im Internet Archive) [abgerufen am 20. November 2016]).
6. 1 2  “Jettatrice!”, Martini stoppata. In: Corriere della Sera. 1. April 1992, S. 15 (corriere.it (Memento vom 13. Februar 2013 im Internet Archive) [abgerufen am 20. November 2016]).
7. 1 2  Mario Luzzatto Fegiz: Una grande artista, una falsa maledizione. In: Corriere della Sera. 15. Mai 1995, S. 13 (corriere.it (Memento vom 13. Februar 2013 im Internet Archive) [abgerufen am 20. November 2016]).
8. ↑  Peppe Lanzetta: Gli occhi assenti di Mia Martini. In: Repubblica.it. 11. Mai 2005, abgerufen am 20. November 2016.
9. 1 2  Leandro Palestini: Venier: contro Mimì pregiudizi indecorosi. In: Repubblica.it. 23. Mai 1996, abgerufen am 20. November 2016.
10. 1 2  Paola Zonca: Celentano: Grazie Zaccaria, hai difeso la libertà di parola. In: Repubblica.it. 18. Mai 2001, abgerufen am 20. November 2016.
11. 1 2  Successi von Vania Colasanti, Stefania La Fauci und Fabio Toncelli, Rai, 2005.
12. ↑  Menico Caroli in Musikbox Nr. 16.
13. ↑  Tg 2 Dossier, Voci spezzate, RAI, 2005.
14. 1 2 3 4 5 6  Menico Caroli: Il mio canto universale. Tarab, Florenz 1999, ISBN 88-86675-99-2.
15. ↑  La cantante senza maschera. In: Senza Maschera, 20. August 1972, Nr. 23, S. 56.
16. ↑  Dario Salvatori: Il grande dizionario della canzone italiana. Rizzoli, Mailand 2006, ISBN 88-17-01284-X, S. 537.
17. ↑  Mia Martini: ha vinto il Festivalbar. In: Intrepido, 13. September 1973, Nr. 37, S. 40.
18. ↑  Renzo Allegri: Mia Martini vuota il sacco. In: Gente, Nr. 34, 1979.
19. ↑  Mia Martini. In: I miti musica. Nr. 18. Arnoldo Mondadori Editore, 1999.
20. ↑  Menico Caroli, Guido Harari: Mia Martini. L’ultima occasione per vivere. TEA, Mailand 2009, ISBN 978-88-502-2042-7.
21. ↑  All’Irlanda l’Eurofestival. Mia Martini è quarta. In: Corriere della Sera. 11. Mai 1992, S. 41 (corriere.it (Memento vom 4. Juni 2015 im Internet Archive) [abgerufen am 20. November 2016]).
22. ↑  La rabbia della compagna Loredana Bertè. In: Corriere della Sera. 30. März 1993 (corriere.it [abgerufen am 20. November 2016]).
23. ↑  Gabriele Bojano: Quando Mia Martini disse a Murolo: «Sei miliardario, dammi una casa». In: Corriere del Mezzogiorno. Corriere della Sera, 11. Mai 2015, abgerufen am 20. November 2016 (italienisch).
24. ↑  Pippo Augliera: Mia Martini. La regina senza trono. Guida, Neapel 2005, ISBN 88-6042-147-0, S. 141.
25. ↑  Augliera 2005, S. 152.
26. ↑  Augliera 2005, S. 143.
27. ↑  Augliera 2005, S. 163.
28. ↑  Augliera 2005, S. 191.
29. ↑  “Almeno tu”: omaggio di Mina a Mia Martini. In: Corriere della Sera. 7. Oktober 1995, S. 37 (corriere.it (Memento vom 2. Februar 2015 im Internet Archive) [abgerufen am 20. Oktober 2016]).
30. ↑  Augliera 2005, S. 180.
31. 1 2  Zero: Mia Martini non si è suicidata. In: Corriere della Sera. 2. April 1998, S. 35 (corriere.it (Memento vom 3. November 2012 im Internet Archive) [abgerufen am 20. November 2016]).
32. ↑  Loredana Bertè: Memoriale. In: Stelleitaliane. Archiviert vom Original (nicht mehr online verfügbar) am 19. Mai 2015; abgerufen am 20. November 2016 (italienisch).
33. ↑  Federica Cavadini: Mia Martini, uccisa da overdose. In: Corriere della Sera. 13. Juli 1995, S. 13 (corriere.it (Memento vom 30. Juli 2012 im Internet Archive) [abgerufen am 20. November 2016]).
34. ↑  Carmine Saviano: Mia Martini, vent’anni dopo. In: Repubblica.it. 12. Mai 2015, archiviert vom Original (nicht mehr online verfügbar) am 14. Mai 2015; abgerufen am 20. November 2016 (italienisch).
35. ↑  Maurizio Becker: La guerra non è mai finita. Interview mit Loredana Bertè, in: Musica leggera, Nr. 4, Mai 2009, S. 12–35.
36. ↑  Guido Racca & Chartitalia: Top 100 FIMI Singoli. Lulu, 2013, S. 89 (IT bis 2012).
37. ↑  Tale e Quale Show: Mietta incanta con Mia Martini e la Cinquetti spaventa con Cher – ma lo ‘scandalo’ De Sica-Conticini prosegue. Spetteguless, 17. Oktober 2012, abgerufen am 20. November 2016 (italienisch).
38. ↑  Augusta Mancini: Serata dedicata a Mia Martini Per Sempre Mia su Raiuno con Loredana Bertè e tanti ospiti. In: MusicalNews.it. TC&C, 19. Februar 2012, archiviert vom Original (nicht mehr online verfügbar) am 19. Januar 2013; abgerufen am 20. November 2016 (italienisch).
39. ↑  Pippo Augliera: Mia Martini. La voce dentro. Zona, Arezzo 2011, ISBN 978-88-6438-240-1.
40. 1 2  Chartquellen (Alben):
  - M&D-Chartarchiv. Musica e dischi, abgerufen am 9. November 2016 (italienisch, kostenpflichtiger Abonnement-Zugang).
  - Guido Racca & Chartitalia: Top 100 FIMI Album. Lulu, 2013, S. 134.
  - Alben von Mia Martini. In: Italiancharts.com. Hung Medien, abgerufen am 9. November 2016.
41. 1 2 3 4 5 6  Auszeichnungsarchiv. FIMI, abgerufen am 17. Dezember 2024 (italienisch).
42. ↑  Chartquellen (Singles):
  - M&D-Chartarchiv. Musica e dischi, abgerufen am 9. November 2016 (italienisch, kostenpflichtiger Abonnement-Zugang).
  - Guido Racca & Chartitalia: Top 100 FIMI Singoli. Lulu, 2013, S. 117.

| Personendaten    | Personendaten                                                           |
| ---------------- | ----------------------------------------------------------------------- |
| NAME             | Martini, Mia                                                            |
| ALTERNATIVNAMEN  | Bertè, Domenica Rita Adriana (wirklicher Name); Bertè, Mimi (Spitzname) |
| KURZBESCHREIBUNG | italienische Sängerin                                                   |
| GEBURTSDATUM     | 20. September 1947                                                      |
| GEBURTSORT       | Bagnara Calabra                                                         |
| STERBEDATUM      | 12. Mai 1995                                                            |
| STERBEORT        | Cardano al Campo                                                        |